# Metal Conqueror Tour
Metal Conqueror Tour —en español: Gira conquistador de metal— es la décima cuarta gira mundial de conciertos de la banda británica de heavy metal Judas Priest, en promoción al álbum Defenders of the Faith de 1984. Comenzó el 6 de enero de 1984 en los Tyne Tees Television Studios de Newcastle en Inglaterra y culminó el 13 de septiembre del mismo año en el Nippon Budokan de Tokio en Japón. Cabe señalar que en ciertos países era promocionado simplemente como Defenders of the Faith Tour, además y como dato les permitió tocar por primera vez en España.

## Antecedentes
Se inició el 6 de enero en el programa de televisión The Tube, donde interpretaron las canciones «Electric Eye», «Freewheel Burning» y «You've Got Another Thing Comin'» y que fue la única presentación en el Reino Unido durante 1984. Por otro lado se crearon dos escenarios, uno para los conciertos por Europa y otro para los realizados en Norteamérica. El primero fue más pequeño y se componía de un telón trasero que poseía la imagen de The Metallian el personaje del disco. Por su parte el segundo escenario y debido a los que los recintos eran más grandes, el equipo de la gira construyó a The Metallian en tamaño gigante, donde sus patas se podían mover y su boca se abría para que Rob Halford pudiera salir con su motocicleta.
Durante su paso por varios países europeos contaron con Ted Nugent como artista invitado. Por su parte y durante sus presentaciones por Norteamérica tuvieron a Kick Axe y a Great White como teloneros. 
Como dato,casi al final del concierto en el Madison Square Garden de Nueva York, sus fanáticos destruyeron las sillas y se las arrojaban entre ellos mientras la banda tocaba «Hell Bent for Leather». Este incidente les costó desembolsar cerca de 250 000 dólares por los daños cometidos y además la prohibición de volver a tocar en ese recinto.

## Lista de canciones
Como ya era costumbre en las giras anteriores, la banda agregaba y sacaba canciones de sus setlist dependiendo de la ciudad en que tocaban. Además y durante esta serie de conciertos fueron interpretadas todas las canciones del álbum, a excepción de «Eat Me Alive». A continuación los listados de canciones interpretados en Copenhague el 20 de enero y el dado en Tokio el 13 de septiembre.
1. «The Hellion»
2. «Electric Eye»
3. «Grinder»
4. «Metal Gods»
5. «Bloodstone»
6. «Breaking the Law»
7. «The Ripper»
8. «Desert Plains»
9. «Freewheel Burning»
10. «Screaming for Vengeance»
11. «You've Got Another Thing Comin'»
12. «Victim of Changes»
13. «Living After Midnight»
14. «The Green Manalishi (With the Two Pronged Crown)»
15. «Hell Bent for Leather»

1. «Love Bites»
2. «Jawbreaker»
3. «Grinder»
4. «Metal Gods»
5. «Breaking the Law»
6. «Sinner»
7. «Desert Plains»
8. «Some Heads Are Gonna Roll»
9. «The Sentinel»
10. «Rock Hard, Ride Free»
11. «Night Comes Down»
12. «The Hellion/Electric Eye»
13. «Heavy Duty/Defenders of the Faith»
14. «Freewheel Burning»
15. «Victim of Changes»
16. «The Green Manalishi (With the Two Pronged Crown)»
17. «Living After Midnight»
18. «Hell Bent for Leather»
19. «You've Got Another Thing Comin'»

## Fechas
| Fecha            | País                | Ciudad               | Recinto                              | Teloneros          |
| Europa           | Europa              | Europa               | Europa                               | Europa             |
| ---------------- | ------------------- | -------------------- | ------------------------------------ | ------------------ |
| 6 de enero       | Inglaterra          | Newcastle            | Tyne Tees Television Studios         |                    |
| 20 de enero      | Dinamarca           | Copenhague           | Brøndby Hall                         | Ted Nugent         |
| 21 de enero      | Suecia              | Estocolmo            | Johanneshov Isstadion                | Ted Nugent         |
| 23 de enero      | Suecia              | Gotemburgo           | Scandinavium                         | Ted Nugent         |
| 25 de enero      | Francia             | Nancy                | Palais Des Expositions               | Ted Nugent         |
| 26 de enero      | Francia             | Ruan                 | Chapiteau Parc Expo                  | Ted Nugent         |
| 27 de enero      | Países Bajos        | Ámsterdam            | Jaap Edenhall                        | Ted Nugent y Raven |
| 30 de enero      | Francia             | Clermont-Ferrand     | Maison des Sports                    | Ted Nugent         |
| 31 de enero      | Francia             | Clermont-Ferrand     | Maison des Sports                    | Ted Nugent         |
| 1 de febrero     | España              | Barcelona            | Palacio de los Deportes de Barcelona | Ted Nugent         |
| 2 de febrero     | España              | Madrid               | Pabellón deportivo del Real Madrid   | Ted Nugent         |
| 3 de febrero     | España              | San Sebastián        | Velódromo de Anoeta                  | Ted Nugent         |
| 5 de febrero     | Francia             | Marsella             | Le Stadium                           | Ted Nugent         |
| 7 de febrero     | Francia             | Niza                 | Théâtre de Verdure                   | Ted Nugent         |
| 9 de febrero     | Francia             | Lyon                 | Palais d'Hiver                       | Ted Nugent         |
| 10 de febrero    | Francia             | Estrasburgo          | Hall Tivoli                          | Ted Nugent         |
| 11 de febrero    | Francia             | París                | Espace Ballard                       | Ted Nugent         |
| 13 de febrero    | Alemania Occidental | Offenbach del Meno   | Stadthalle                           | Ted Nugent         |
| 14 de febrero    | Alemania Occidental | Neunkirchen am Brand | Hemmerleinhalle                      | Ted Nugent         |
| 17 de febrero    | Alemania Occidental | Böblingen            | Sporthalle                           | Ted Nugent         |
| 18 de febrero    | Suiza               | Winterthur           | Eulachhalle                          | Ted Nugent         |
| 19 de febrero    | Alemania Occidental | Múnich               | Rudi-Sedlmayer-Halle                 | Ted Nugent         |
| 20 de febrero    | Alemania Occidental | Eppelheim            | Rhein-Neckar-Halle                   | Ted Nugent         |
| 21 de febrero    | Alemania Occidental | Düsseldorf           | Philipshalle                         | Ted Nugent         |
| Norteamérica     |                     |                      |                                      |                    |
| 19 de marzo      | Estados Unidos      | Portland             | Cumberland County Civic Center       | Great White        |
| 21 de marzo      | Estados Unidos      | Uniondale            | Nassau Veterans Memorial Coliseum    | Great White        |
| 22 de marzo      | Estados Unidos      | New Haven            | New Haven Coliseum                   | Great White        |
| 23 de marzo      | Estados Unidos      | East Rutherford      | Brendan Byrne Arena                  | Great White        |
| 25 de marzo      | Estados Unidos      | Providence           | Providence Civic Center              | White y Dokken     |
| 26 de marzo      | Estados Unidos      | Worcester            | The Centrum                          | Great White        |
| 27 de marzo      | Estados Unidos      | Glens Falls          | Glens Falls Civic Center             | Great White        |
| 28 de marzo      | Canadá              | Montreal             | Forum de Montreal                    | Great White        |
| 30 de marzo      | Canadá              | Quebec               | Colisée de Quebec                    | Great White        |
| 31 de marzo      | Canadá              | Ottawa               | Ottawa Civic Centre                  | Great White        |
| 2 de abril       | Canadá              | Toronto              | Maple Leaf Gardens                   | Great White        |
| 4 de abril       | Estados Unidos      | Siracusa             | Onondaga County Memorial             | Great White        |
| 6 de abril       | Estados Unidos      | Richfield            | Richfield Coliseum                   | Great White        |
| 7 de abril       | Estados Unidos      | Kalamazoo            | Wings Stadium                        | Great White        |
| 9 de abril       | Estados Unidos      | Pittsburgh           | Pittsburgh Civic Arena               | Great White        |
| 11 de abril      | Estados Unidos      | Baltimore            | Baltimore Civic Center               | Great White        |
| 14 de abril      | Estados Unidos      | Louisville           | Louisville Gardens                   | Great White        |
| 17 de abril      | Estados Unidos      | Huntsville           | Von Braun Civic Center               | Great White        |
| 18 de abril      | Estados Unidos      | Memphis              | Mid-South Coliseum                   | Great White        |
| 21 de abril      | Estados Unidos      | Biloxi               | Mississippi Coast Coliseum           | Great White        |
| 25 de abril      | Estados Unidos      | Little Rock          | Barton Coliseum                      | Great White        |
| 27 de abril      | Estados Unidos      | Houston              | The Summit                           | Great White        |
| 28 de abril      | Estados Unidos      | San Antonio          | HemisFair Arena                      | Great White        |
| 30 de abril      | Estados Unidos      | Dallas               | Reunion Arena                        | Great White        |
| 2 de mayo        | Estados Unidos      | Albuquerque          | Tingley Coliseum                     | Great White        |
| 3 de mayo        | Estados Unidos      | Phoenix              | Arizona Veterans Memorial Coliseum   | Great White        |
| 5 de mayo        | Estados Unidos      | Long Beach           | Long Beach Arena                     | Great White        |
| 6 de mayo        | Estados Unidos      | Long Beach           | Long Beach Arena                     | Great White        |
| 9 de mayo        | Estados Unidos      | San Diego            | San Diego Sports Arena               | Great White        |
| 10 de mayo       | Estados Unidos      | Fresno               | Selland Arena                        | Great White        |
| 12 de mayo       | Estados Unidos      | Sacramento           | Cal Expo Amphitheatre                | Great White        |
| 24 de mayo       | Estados Unidos      | Portland             | Veterans Memorial Coliseum           | Great White        |
| 25 de mayo       | Estados Unidos      | Spokane              | Spokane Coliseum                     | Great White        |
| 26 de mayo       | Estados Unidos      | Tacoma               | Tacoma Dome                          | Great White        |
| 28 de mayo       | Canadá              | Vancouver            | Coliseo del Pacífico                 | Great White        |
| 30 de mayo       | Canadá              | Edmonton             | Northlands Coliseum                  | Great White        |
| 31 de mayo       | Canadá              | Calgary              | Stampede Corral                      | Great White        |
| 2 de junio       | Canadá              | Regina               | Agridome                             | Great White        |
| 4 de junio       | Canadá              | Winnipeg             | Winnipeg Arena                       | Great White        |
| 6 de junio       | Estados Unidos      | La Crosse            | La Crosse Center                     | Great White        |
| 7 de junio       | Estados Unidos      | Green Bay            | Brown County Arena                   | Great White        |
| 13 de junio      | Estados Unidos      | Detroit              | Joe Louis Arena                      | Great White        |
| 14 de junio      | Estados Unidos      | Rosemont             | Rosemont Horizon                     | Great White        |
| 16 de junio      | Estados Unidos      | Landover             | Capital Centre                       | Great White        |
| 17 de junio      | Estados Unidos      | Landover             | Capital Centre                       | Great White        |
| 18 de junio      | Estados Unidos      | Nueva York           | Madison Square Garden                | Great White        |
| 20 de junio      | Estados Unidos      | Binghamton           | Broome County Arena                  | Great White        |
| 23 de junio      | Estados Unidos      | Filadelfia           | The Spectrum                         | Great White        |
| 27 de junio      | Estados Unidos      | Charlotte            | Charlotte Coliseum                   | Kick Axe           |
| 30 de junio      | Estados Unidos      | Hollywood            | Hollywood Sportatorium               | Great White        |
| 3 de julio       | Estados Unidos      | Lakeland             | Civic Center                         | Kick Axe           |
| 7 de julio       | Estados Unidos      | Nashville            | Nashville Municipal Auditorium       | Kick Axe           |
| 9 de julio       | Estados Unidos      | Dayton               | Hara Arena                           | Kick Axe           |
| 10 de julio      | Estados Unidos      | Indianápolis         | Market Square Arena                  | Kick Axe           |
| 13 de julio      | Estados Unidos      | Cedar Rapids         | Five Seasons Center                  | Kick Axe           |
| 14 de julio      | Estados Unidos      | San Luis             | Kiel Auditorium                      | Kick Axe           |
| 15 de julio      | Estados Unidos      | Bonner Springs       | Sandstone Amphitheater               | Kick Axe           |
| 17 de julio      | Estados Unidos      | Valley Center        | Kansas Coliseum                      | Kick Axe           |
| 18 de julio      | Estados Unidos      | Norman               | Lloyd Noble Center                   | Kick Axe           |
| 20 de julio      | Estados Unidos      | Denver               | McNichols Sports Arena               | Kick Axe           |
| 21 de julio      | Estados Unidos      | Casper               | Events Center                        | Kick Axe           |
| 25 de julio      | Estados Unidos      | Reno                 | Lawlor Events Center                 | Kick Axe           |
| 27 de julio      | Estados Unidos      | Daly City            | Cow Palace                           | Kick Axe           |
| 28 de julio      | Estados Unidos      | Daly City            | Cow Palace                           | Kick Axe           |
| 29 de julio      | Estados Unidos      | Irvine               | Irvine Meadows                       | Kick Axe           |
| 31 de julio      | Estados Unidos      | Salt Lake City       | Salt Palace                          | Kick Axe           |
| 5 de agosto      | Estados Unidos      | East Troy            | Alpine Valley Music Theatre          | Kick Axe           |
| 7 de agosto      | Estados Unidos      | Harrisburg           | City Island                          | Kick Axe           |
| 8 de agosto      | Estados Unidos      | Columbus             | Battelle Hall                        | Kick Axe           |
| 9 de agosto      | Estados Unidos      | Saginaw              | Wendler Arena                        | Kick Axe           |
| 10 de agosto     | Estados Unidos      | East Troy            | Alpine Valley Music Theatre          | Kick Axe           |
| 21 de agosto     | Estados Unidos      | Tinley Park          | Tinley Park Convention Center        | Kick Axe           |
| Asia             |                     |                      |                                      |                    |
| 6 de septiembre  | Japón               | Sendai               | Miyagi-Ken Sports Center             |                    |
| 7 de septiembre  | Japón               | Tokio                | Shibuya Public Hall                  |                    |
| 8 de septiembre  | Japón               | Nagoya               | Nagoya-Shi Kokaido                   |                    |
| 10 de septiembre | Japón               | Osaka                | Festival Hall                        |                    |
| 11 de septiembre | Japón               | Osaka                | Festival Hall                        |                    |
| 13 de septiembre | Japón               | Tokio                | Nippon Budokan                       |                    |

## Músicos
- Rob Halford: voz
- K.K. Downing: guitarra eléctrica
- Glenn Tipton: guitarra eléctrica
- Ian Hill: bajo
- Dave Holland: batería